# Nothoprocta curvirostris
A Nothoprocta curvirostris a madarak osztályának tinamualakúak (Tinamiformes) rendjébe és a tinamufélék (Tinamidae) családjába tartozó faj.

## Rendszerezése
A fajt Philip Lutley Sclater és Osbert Salvin írták le 1873-ban.

## Alfajai
- Nothoprocta curvirostris curvirostris P. L. Sclater & Salvin, 1873
- Nothoprocta curvirostris peruviana Taczanowski, 1886[2]

## Előfordulása
Az Andok hegységekben, Ecuador és Peru területén honos. Természetes élőhelyei a szubtrópusi és trópusi magaslati füves puszták és cserjések, valamint szántóföldek. Állandó, nem vonuló faj.

## Megjelenése
Testhossza 30 centiméter. A csőre meglehetősen hosszú és hegyes.

## Természetvédelmi helyzete
Az elterjedési területe nagy, egyedszáma pedig stabil. A Természetvédelmi Világszövetség Vörös listáján nem fenyegetett fajként szerepel.